# Progomphus obscurus
Progomphus obscurus (tên tiếng Anh: Common Sanddragon) là một loài chuồn chuồn ngô thuộc họ Gomphidae, được tìm thấy ở miền đông Hoa Kỳ và miền nam Ontario.